# 香港培英中學
培英中學（英語：Pui Ying Secondary School，中文簡稱培英或港培，英文簡稱PYSS或PY）位於香港南區香港仔瀑布灣華富道55號。擁有180年歷史，前身為廣州培英中學香港分校。

## 校政管理
歷任校監
- 1954年至1969年：溫金銘 先生[2]
- 1969年至1973年：黃令駒 先生
- 1973年至1984年：汪彼得 牧師
- 1984年至1987年：李權 牧師
- 1987年至1992年：黃國熙 先生
- 1992年8月至1993年8月：翁玨光 牧師
- 1993年8月至2003年9月：蘇棉煥 先生
- 2003年9月至2007年3月：吳振智 牧師
- 2007年3月至今：蘇成溢 牧師（署理）

歷任校長
- 1937年至1938年：洪高煌 先生
- 1938年至1943年：劉繼祖 先生
- 1943年至1950年：傅世仕 先生
- 1950年至1969年：溫金銘 先生
- 1969年至1984年：李權 牧師[3]
- 1984年至1996年：黃鎮忠 先生
- 1996年至2005年：畢玫 女士
- 2005年至2007年：謝潔芳 女士
- 2007年至2012年12月：梁國基 先生
- 2012年12月至2013年：陳錦昌 先生（署理）
- 2013年至2015年：黃慧文 女士
- 2015年至2021年：林淑芬 女士
- 2021年至：陳俊賢 先生

歷任副校長
- ？至1984年：黃鎮忠 先生
- 陳錦昌 先生
- 許榮中 先生

## 校史
培英中學的校祖那夏禮牧師是美國長老會傳教士。他在1879年於廣州城西沙基開辦學校。之後「廣州培英」、「台山培英」、「江門培英」及「香港培英」先後成立。

### 舊校時代
1937年，該校在烽火威脅下，一度遷來香港。為了擴展僑教，特於般含道設小學，聘傅世仕為主任，並定名為廣州培英中學香港分校。同年九月，正校遷港，校舍初設於干德道，後再租用羅便臣道75號、鐵崗6號為校址，並移初中於高街救恩堂，闢救恩堂2樓為初中宿舍，再租衛城道13號為高中宿舍。    
1940年，再租入巴丙頓道3號，可惜香港淪陷，小學部停辦，中學則遷往澳門唐家花園，與西關分校合辦。
1945年8月，日本投降，正校返穗，港校亦進行復校工作，由於原校舍不敷應用，乃轉而租賃巴丙頓道3號為校舍，先行恢復小學，嗣後續辦中學。翌年秋天，溫金銘繼任校主任。
1948年徵得中華基督教會廣東協會及正校校董會的同意，正式成立香港分校董事會，公推陸靄雲為董事長，並購得巴丙頓道3號為永久校址。
1950年，該校董事會鑒於客觀環境因素，議決更校名為「香港私立培英中學」，採用校長制，並舉溫金銘為校長。
1951年，蒙香港政府准予註冊為社會法團，成為純粹之教育機構，至此，完全的中學才確立。及後又得香港政府免息貸款、校友及教會人士之的捐助，樓高7層，可容納2,600多名學生的宏偉校舍終於1958年全部竣工。
1963年，鑑於校務繼續發展，課室漸感不敷應用，又將原日二層高之聽松樓改建為八層樓校舍，而禮拜堂、視聽教育室、普通自然科學實驗室、體育室、攝影沖印室等依次設置。
1969年2月，曾發起「百萬發展金運動」，冀於百齡校慶時，興辦分校，並增設各項教學設備。
1977年，因世所趨，小學部停辦；9月，中學部亦進入政府資助中學計劃的第三期，學生求學日眾，達一千六百餘人，創本校之最高紀錄。
1978年9月，該校正式接受香港政府全面津貼。為紀念創校百週年辦分校，承蒙中華基督教會香港區會之助，向港府申請，遂得以開辦以英語為授課語言之「沙田培英中學」。    
1988年9月，該校得教育署核准增辦英文部，先設中一級5班，逐年擴展至大學預科班。
1989年，校董會鑑於巴丙頓道3號之校舍日趨陳舊迫窄，決議換地遷校，並掌握時機與新世界發展有限公司達成交換協議，遷校薄扶林華富道55號香港利瑪竇書院校舍，原校舍則重建成為俊傑花園。按照協議，培英校董會同時可獲得俊傑花園10樓所有單位，以及9個車位。位於薄扶林的新校舍於1980年落成，經擴建後於1991年啟用。

### 九十年代
1991年2月正式在新校上課。 

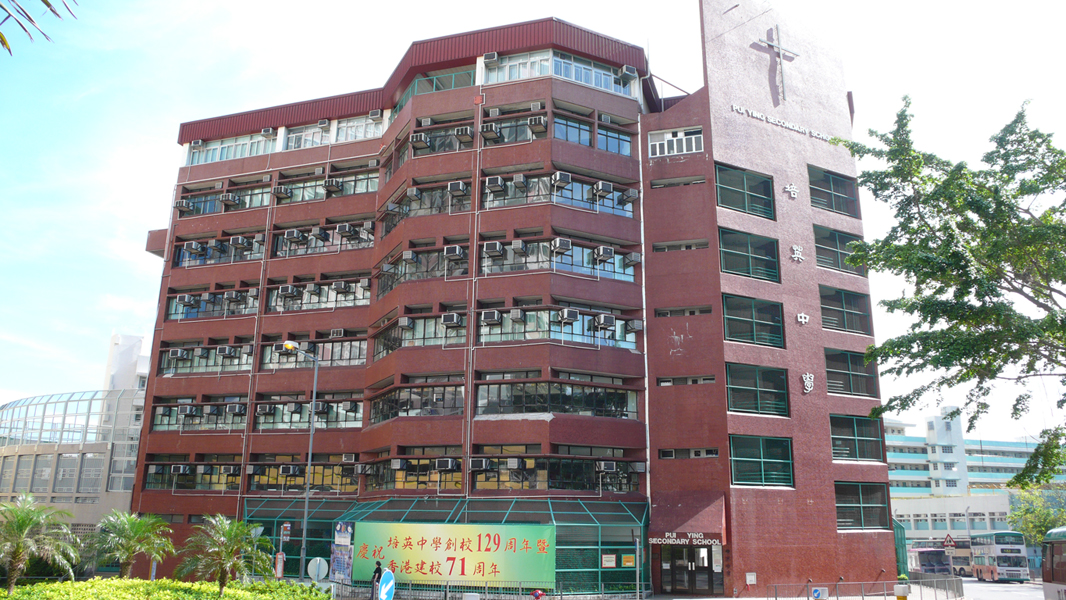
培英中學

1992年，為配合香港中學學制的改變，改辦兩年制預科班。
1994年4月，港校慶祝115周年校慶，校董、兩校校長及教師代表拜訪台山培英中學、江門培英中學及廣州培英中學，交流教學經驗。同年6月，二年制預科班舉行首屆畢業禮，7月23日，溫哥華基督教培英中心舉行擴建開幕典禮。
1995年9月，中華基督教會鰂魚涌堂派遣主任牧師兼任本校聖經科義務教師，加強堂校合作。
1997年4月中華基督教會鰂魚涌堂於本校建基富分堂，堂校合作，教學傳道。
1998年起，港校被撤銷以英語授課資格，惟沙田培英中學則獲核准為114間英文中學之一；同年10月30日，原西關培英分校回歸培英白綠大家庭，命名為「西關培英中學」。
1999年4月23、24日，七校共聚香港慶祝校慶120周年，盛況空前，前校董會主席李貞明牧師、前校長李權牧師專程回港為沙田、香港培英中學感恩崇拜會證道。為慶祝雙甲大慶，七校聯合出版《培英中學創校一二零周年紀念特刊》及特刊續編，香港出版《培英史話》，廣州復刊《白綠攝影社影集》，及培英校園歌曲集。

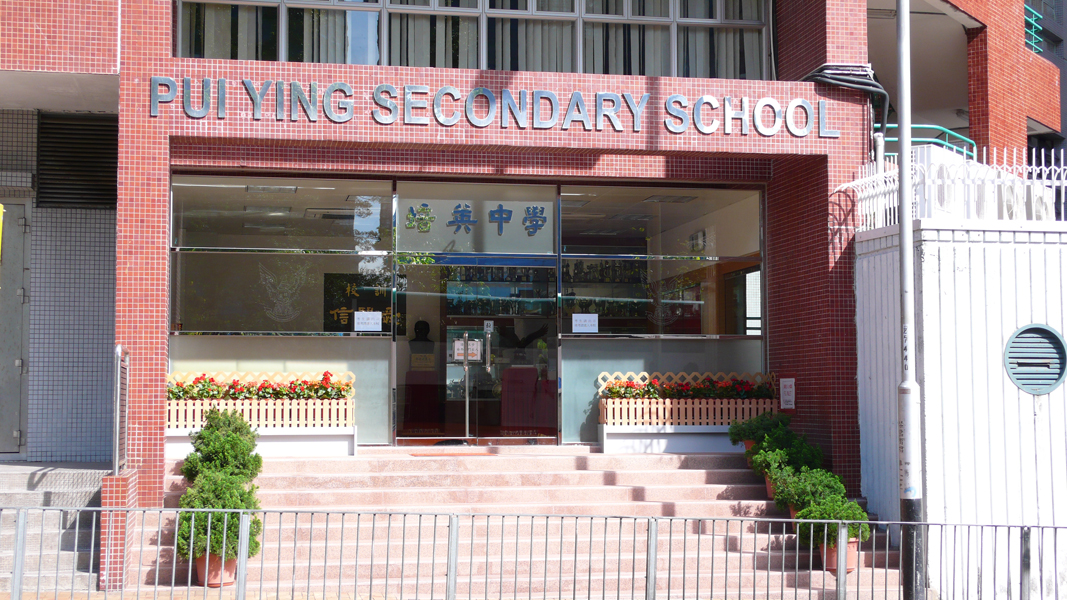
培英中學正門

### 千禧年代
2004年12月，蘇棉煥主席榮休，校董會公推熊翰章博士繼任香港培英校董會主席及溫哥華培英中心董事會主席。
2009年，培英中學慶祝130周年校慶，出版紀念特刊，舉辦學術講座和文藝匯演等，並假香港會議展覽中心舉行晚宴，筵開二百零九席，校友歸寧，盛況空前。

### 2010年代
2011年，校舍磚紅色外牆漸顯陳舊及破損，在教育局的承辦下，維修工程隨即開展。校舍煥然一新，朝氣勃發的淡黃，令學校展現新氣象。

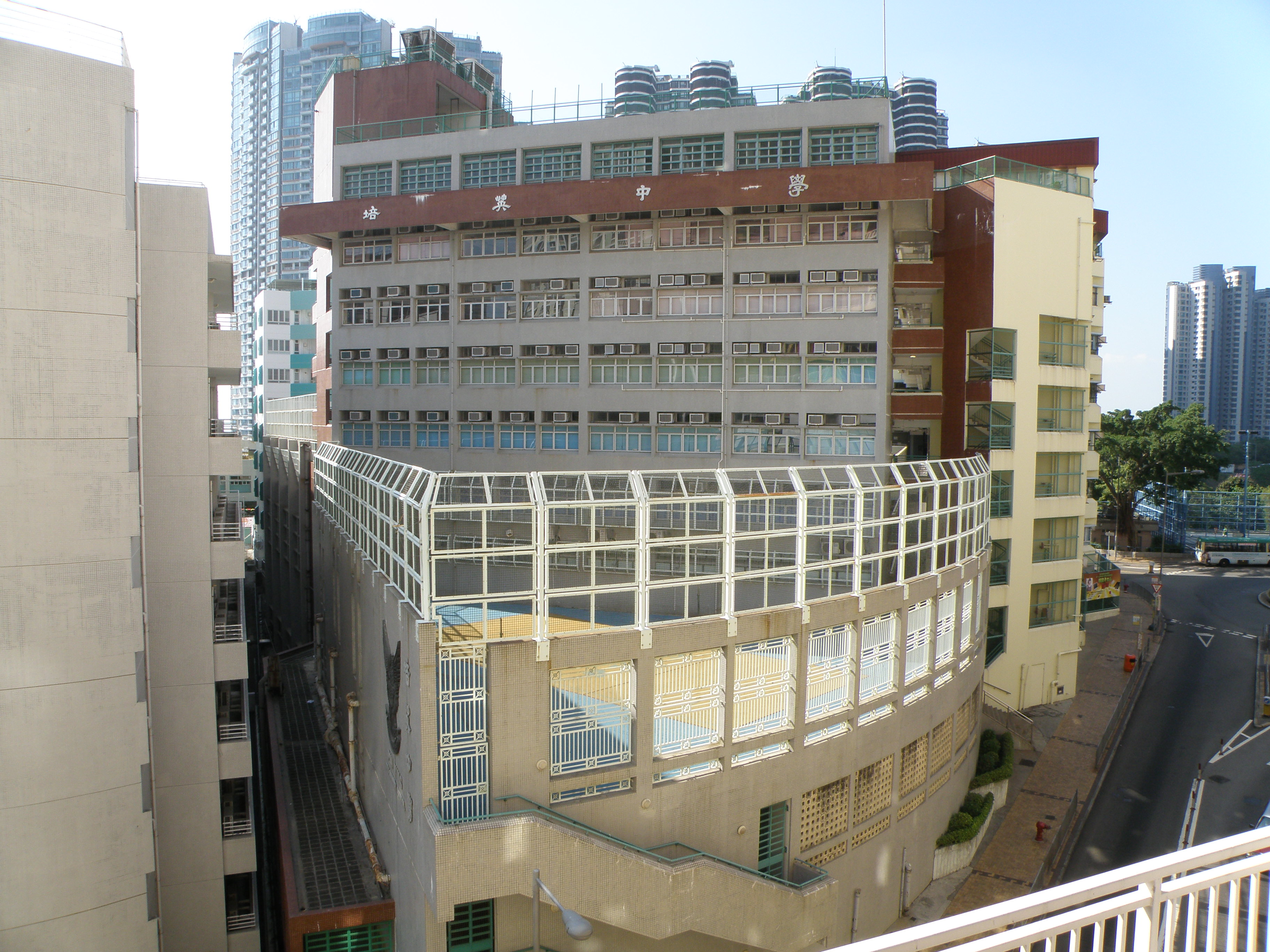
培英中學新校舍外牆

2012年，香港培英75周年校慶。並且定立校慶標語―「 培英建校七五載 承先啟後育英才 課程多元顯關愛 師生齊心創未來」。
- 4月14至17日，假香港文化中心舉辦「吳振亨校友暨白綠傳人攝影作品展覽」
- 4月20日，舉行校慶日間活動及校慶晚宴。又增設頒發「鑽石元老」（畢業六十年校友）紀念金章。
- 4月21日，舉行校慶文藝晚會
- 4月22日，舉行「培英盃」排球比賽
- 7月16日，假香港大會堂舉行「香港培英建校75周年音樂會」。
- 7月28日，校董會暨校友聯會組團遠赴溫哥華參加慶祝基督教培英中心成立二十周年慶典。隨後前往多倫多、紐約及羅省等地，拜訪當地校友和校友會。

2015年4月，「香港培英中學校史館」開幕，並於校祖日舉行剪綵揭幕禮。「校史館」得以成立，或有校友贊助款項，或有校友捐獻歷史文物，俾能展藏培英百年事業。
2015年5月，開展學生寄宿服務。
2015年11月至2016年1月，舉辦「南區文化遊蹤暨情味沙龍攝影比賽」，讓區內居民更了解南區的文化歷史，當中活動有：
- 「南區歷史文化談」。由香港歷史博物館前總館長丁新豹博士主講。
- 「南區文化遊蹤」。參觀淺水灣酒店、伯大尼、大學堂以及薄扶林村。
- 「華富遊蹤」張永霖
- 「情味沙龍攝影比賽」。由陳栢健先生、林國樺先生評審，設有學生組及公開組。
- 南區文化遊蹤 Facebook專頁 （页面存档备份，存于）

閉幕禮邀請到南區區議會多名議員蒞臨出席，開幕禮更邀請到立法會主席曾鈺成先生作主禮嘉賓，及優質圖書館網絡會長、社區劇場總監呂志剛先生作專題演講「文學因緣：戲劇與電影―解讀張愛玲」。
2017年，香港培英80周年校慶。由2016年9月起舉行一系列八十週年校慶活動。並名為「廣州培英中學創校 138 周年慶典 暨 培英中學建校 80 周年 」。並且定立校慶主題―「傳承．創新」。
- 2016年9月，舉行「培英80水運同樂日」。[7]
- 2016年11月，舉行「第58屆陸運會」中，進行80周年校慶啟動禮，象徵80週年校慶各項活動正式開始。[8]
- 2016年12月，舉辦「校慶80午間藝墟」。當日節目內容由學生表演。包括：樂隊、舞蹈、唱歌、魔術，另有攤位遊戲。
- 2017年2月，進行「師生心連心 齊賀80同歡欣」大合照
- 2017年4月1日，舉行「培英體系學校「培英盃」排球比賽」[9]
- 2017年4月2日，由家教會主辦「80周年戶外郊遊」
- 2017年4月23日，舉辦「校園社區樂悠悠嘉年華」開放日，當日有學生表演、攤位遊戲、「Maker 成果展覽」、「積木橋創意設計比賽」等。[10]
- 2017年4月24日，進行「校祖日」的各項活動， 包括「升旗禮」、「感恩崇拜會」、「家校同歡賀80」、「校慶話劇」等活動，亦有開放日的部分表演及攤位遊戲。校祖日當天賀蒙教育局總學校發展主任(中西南區)唐麗芳女士及高級學校展主任(中西南區)鄭淑雯女士蒞臨。[10]
- 2017年10月，出版紀念特刊，「廣州培英中學創校138周年暨香港培英建校80周年紀念特刊」。記述十年內的各項變化及成績，全面紀錄校園新增建設、校友歸寧與支持、多元化的學習活動、同學在各範疇的卓越成就。
- PuiYing 80 Anniversary Facebook專頁 （页面存档备份，存于）

2017年，參加由香港教育局推行的《促進香港與內地姊妹學校交流試辦計劃》，與廣州市執信中學締結姊妹學校。
2019年，培英中學慶祝培英體系140周年校慶。
- 2019年2月23日，舉行「絲銅頌　培英情」音樂會。由香港培英中學主辦，香港培英校友會協辦，於香港理工大學賽馬會綜藝館舉行。由管樂團、中樂敲擊團及當天兩位主角——李俊樂校友(2011志社)及袁嘉怡校友(2012良社)演繹了多首耳熟能詳的名曲。[12]
- 2019年4月24日，於香港會議展覽中心大會堂慶祝「培英中學創校一百四十周年紀念」。是次感恩晚宴筵開一百一十一席，嘉賓絡繹不絕，喜氣洋洋。校祖那夏禮牧師第四代後人 Nicolette Noyes 及第六代後人 Sasha Noyes也專程從美國來港祝賀培英華誕。

### 2020年代
- 2022年6月6日，培英中學與數碼港G10正式簽署合作備忘錄，標誌著培英於創科企業家教育上的新里程。隨著與數碼港的合作越加深化，培英將致力為更多青少年提供最先進的學習體驗，裝備學生迎接科技新紀元。
- 2023年，與廣州中醫藥大學簽訂「粵港中學生中醫藥科普項目協議」，讓學生多學習中醫藥與科普知識，學生來年可於線上學習中醫藥科普課程：例如：《探索大自然‧探索中藥的原始由來》、《養生常用中藥的應用》等，深入淺出學習中華民族的健康養生理念及實踐經驗。

## 辦學宗旨
本校以「培育英才」為辦學宗旨。並致力於「全人教育」，培養學生在德、智、體、群、美、靈各方面的發展，讓學生有機會發揮潛能、鍛鍊體魄、學習自律、承擔責任、培養獨立思考能力和學習與人相處之道。我們亦致力培育學生有健康的身心，正確人生態度，建立基督化的價值觀，成為良好的公民，他日積極參與改善社會，貢獻國家。

## 班級結構 (小班教學)
中一級:  3 班 ;
中二級:  3 班 ;
中三級:  3 班 ;
中四級:  2 班 ;
中五級:  2 班 ;
中六級:  3 班 ;
該校設有「雙班主任制度」，即有 2 位或 3 位老師同時擔任班主任。

## 校內設施
地下底層2（LG2）：室內恆溫游泳池；

地下底層（LG）：禮堂、泳池閣樓；

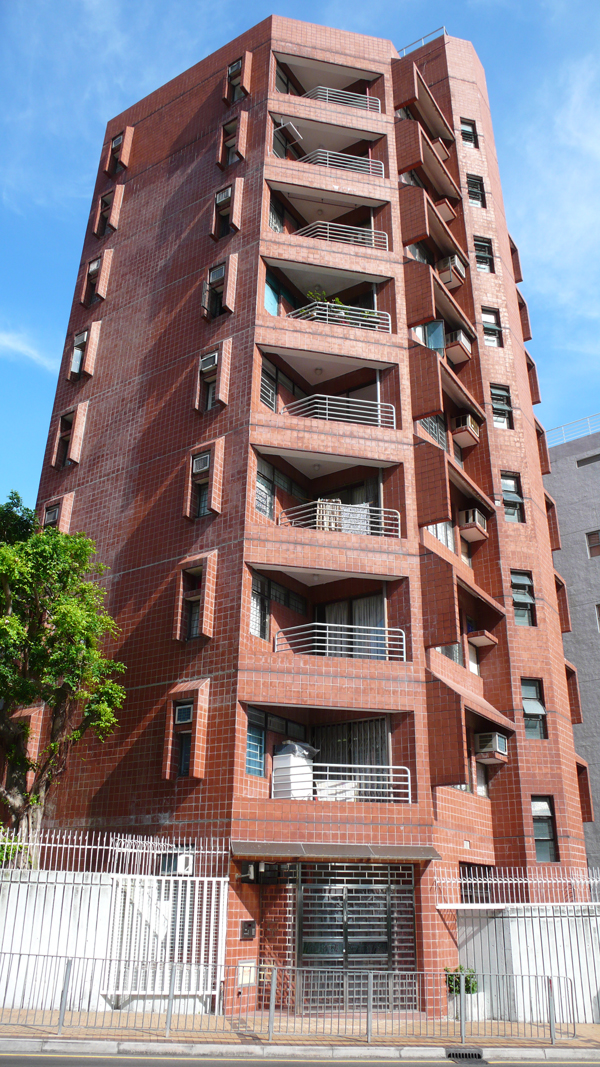
培英中學內的教師及學生宿舍-「金銘樓」

地下（G）：禮堂上層、室內體育館、中央操場、小食部；

一樓（1）：室外運動場、圖書館、校園電視台、英語學習中心(ELC)、家長資源中心、木工室、校務處；

二樓（2）：室外運動場、健身室、學生活動中心、家政室、烹飪室、寫意空間、PY Cafe；

三樓（3）：音樂室、社工室、美術室、攝影創作室、攝影數碼製作室、校史館；

四樓（4）：電腦室、教員室、數學小築、綜科室、Maker studio；

五樓（5）：多媒體演講廳、國樂室、物理室、生物室；

六樓（6）：小禮拜堂、地理室、化學室；

七樓（7）：教員室、教師休息室、教育心理學家接見室、校友中心、敬師軒、雅言室。

八樓（8）：冷氣機房、天台
- 所有課室已安裝冷氣、投影機、實物投影機及Apple TV等電子教學設備。全校課室亦已連接寬頻網絡及無線網絡，可以進行iPad電子學習。

## 校園生活

### 白綠精神

#### 白綠校色
培英校祖那公夏禮，創立培英，在這悠長的歷史當中，培英積聚了許多優良特點，這些特點，統以校色白綠為代表，稱之為「白綠精神」。「白」是象徵純潔、誠實、公正和光明，「綠」是代表青年、朝氣、有為和負責。

#### 鷹的象徵
因「培英」之「英」與「鷹鳥」之「鷹」同音，故該校乃以「鷹」為校徽。鷹是象徵英勇、敏捷、準確、剛毅、耐勞、進取、威嚴、眼光遠大和自強不息。

#### 白綠一家親
畢業之後，培英兒女遍佈世界每一個角落，每當有需要的時候，只要你是培英的 兒女，便會得到培英人給予援手，這就是培英的傳統精神，多年來香港培英、 沙田培英、國內四間培英及溫哥華培英中心一直保持緊密聯繫，透過不同形式的康樂文娛比賽、學術講座和互訪等活動，彼此交流同切磋。
現時全球各地共29個城市有培英校友會成立，你若升學或移民海外，當地校友會的學長們定必熱烈歡迎你， 並給你無微不至的關顧。
校內亦素來有大哥哥大姊姊及「另類學堂」等計劃，高年級學兄學姊在課餘指導低年級的學弟妹，同學間的關係十分和諧緊密。

### 課外活動（页面存档备份，存于）
為學生擴闊視野，啟發潛能，讓學生多作嘗試，藉此建立自信，以締結成功希望。聯課活動設有學會小組三十餘個，分為宗教、學術、服務、體育、藝術、趣味及成長類，本校已將聯課活動納入正規時間表，所有學生均於聯課活動課堂參加一項活動。
| 聯課活動 | 聯課活動       | 聯課活動 | 聯課活動   | 聯課活動 | 聯課活動         |
| 類别     | 名稱           | 類别     | 名稱       | 類别     | 名稱             |
| -------- | -------------- | -------- | ---------- | -------- | ---------------- |
| 宗教類   | 門徒訓練       | 藝術類   | 管樂團     | 體育類   | 排球隊           |
| 宗教類   | 帶領敬拜班     | 藝術類   | 中樂敲擊隊 | 體育類   | 田徑隊           |
| 學術類   | Debate Team    | 藝術類   | 口琴組     | 體育類   | 跳繩隊           |
| 學術類   | 電腦學會       | 藝術類   | 白綠劇社   | 體育類   | 游泳隊           |
| 學術類   | 朗誦學會       | 藝術類   | 白綠攝影社 | 體育類   | 籃球班           |
| 學術類   | 化學學會       | 藝術類   | 視藝學會   | 體育類   | 舞蹈班           |
| 學術類   | 家政學會       | 藝術類   | 3D立體設計 | 體育類   | 乒乓球班         |
| 學術類   | 地理學會       | 藝術類   | 手工DIY    | 體育類   | 羽毛球組         |
| 服務類   | 紅十字會青年團 | 趣味類   | 棋藝學會   | 成長類   | 禮儀小組         |
| 服務類   | 圖書館學會     | 趣味類   | 卡牌學會   | 成長類   | 好友型           |
| 服務類   | 校園記者       | 趣味類   | 甜品小食班 | 成長類   | 社工天使共融小組 |
| 服務類   | 播音組         | 趣味類   | 髮型美容班 | 成長類   | 學生領袖訓練     |
| 服務類   | 公益少年團     | 趣味類   | 扭氣球班   | 成長類   | 香港青年獎勵計劃 |
| 服務類   | 培英電視台     | 趣味類   | 無火小煮意 |          |                  |

#### 排球隊
培英中學排球隊素有「排球少林寺」美譽，多年來為香港排球運動栽培無數排球種籽，學生畢業離校後繼續為香港排球運動發熱發光，除了現役香港隊球員外，本校林嘉澄及周細好校友分別擔任香港女子成年隊及女子青年隊教練。
2015-2016年度，該校男、女子排球隊於該年度香港學界排球賽都有優異的表現，男子排球隊在甲乙丙三組比賽中均獲冠軍，同時取得男子團體總冠軍；女子排球隊在甲乙組比賽中分別取得季軍和亞軍，並取得女子團體第五名。
於青苗排球培訓計劃中，本校榮獲港島區賽事男子組冠軍(2016)、南區少年組亞軍(2017)。
2017年，本校甲組女子排球隊，於該年度香港學界排球賽中，勇奪冠軍。簡毅希同學參加了港粵澳閩學界埠排球錦標賽，榮獲男子組冠軍。而校友楊秀美更為香港排壇創歷史，加盟了泰國球隊Rangsit Volleyball Club，成為香港首位女子職業排球員。

### 校外比賽
該校學生曾於2011年參加《聲空奇遇》徵文比賽取得優異獎，這項比賽希望藉着一系列的活動宣揚共融訊息，透過文字讓社會大眾了解聽障人士的心聲，勉勵聽障人士活出積極及精彩的人生，為社會大眾與聽障人士創造彼此溝通和了解的機會。
香港培英中學管樂團曾經於1996，1997和1998年由校友張發榮先生領導下，蟬聯三屆音樂事務統籌處舉辦的管樂團比賽全場總冠軍。

## 校友
香港培英中學從1937年創校至今，保留級社傳統，培英校友遍佈世界每一個角落，現時全球各地共29個城市有培英校友會成立。現在廣州、台灣、新加坡、日本、澳洲、紐西蘭、加拿大、美國等均設有培英校友會。

## 堂校合作
1986年中華基督教會鰂魚涌堂一直希望可以能夠與學校合作領學生信基督教，並參加教會。經過一連串的探索和籌備之後，在1997年於培英中學植堂，成立基富堂 （页面存档备份，存于）。

## 外部連結
- 培英中學 （页面存档备份，存于）
- 香港培英校友會 （页面存档备份，存于）
- 培英校友聯會 （页面存档备份，存于）

22°15′12.33″N 114°8′7.85″E / 22.2534250°N 114.1355139°E